# Cassiopea (costellazione)
Cassiopea (in latino Cassiopeia) è una costellazione settentrionale, raffigurante Cassiopea, la leggendaria regina di Etiopia. È una delle 88 costellazioni moderne, ed era anche una delle 48 costellazioni elencate da Tolomeo.
Di facile riconoscimento grazie alla sua figura a zig-zag, è caratteristica specialmente delle notti stellate autunnali, sebbene dall'emisfero nord sia ben osservabile per quasi tutto l'anno; è attraversata dalla Via Lattea ed è quindi molto ricca di ammassi stellari e fitti campi stellari.
Se osservassimo il Sole da Alfa Centauri, la stella più vicina, esso apparirebbe in Cassiopea.

## Caratteristiche

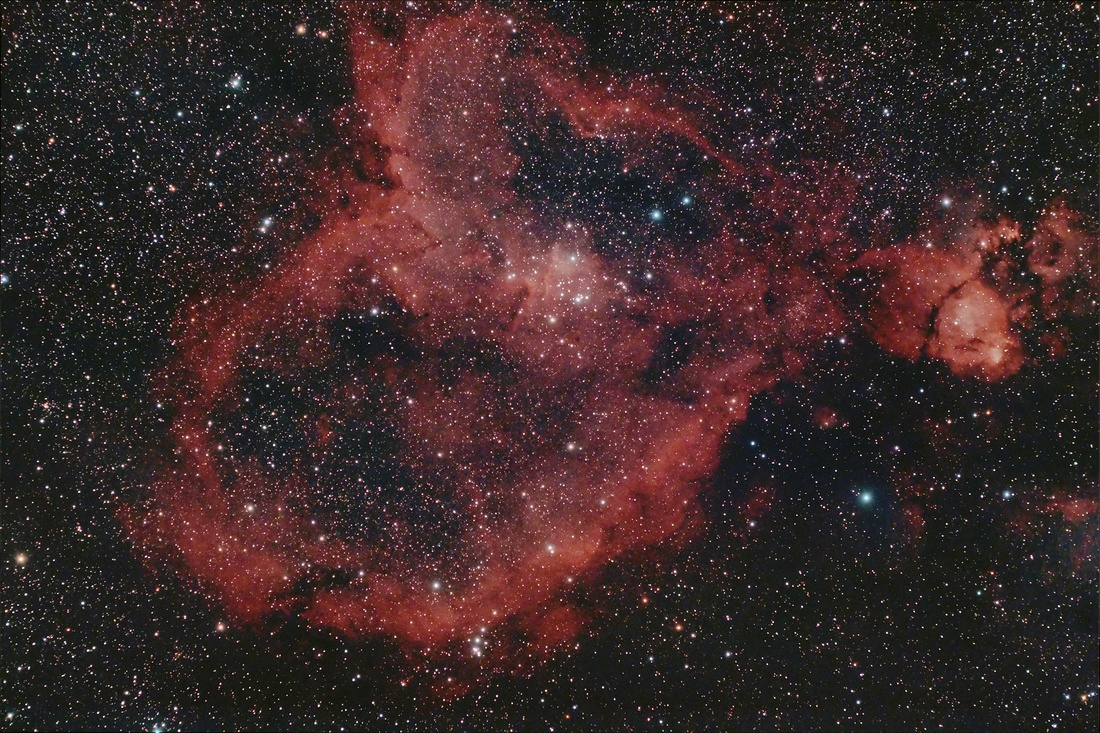
La Nebulosa Cuore, una grande nebulosa posta sul Braccio di Perseo

Cassiopea è una delle costellazioni più caratteristiche e più riconoscibili del cielo settentrionale. Poiché è molto vicina al polo nord celeste, rimane visibile nel cielo per tutta la notte in tutta la fascia temperata dell'emisfero boreale (una tale costellazione viene detta circumpolare); nell'emisfero australe è visibile solo dalle zone tropicali. Rispetto al polo nord celeste, si trova opposta al Grande Carro: nell'emisfero boreale, quando Cassiopea è alta nel cielo, il Grande Carro è basso sull'orizzonte.
La costellazione ha un'estensione di 598 gradi quadrati ed è facilmente riconoscibile per la sua forma a W o a M, a seconda delle stagioni: durante l'autunno boreale si osserva altissima nel cielo in direzione nord e la sua orientazione la fa rassomigliare a una M; viceversa, nelle sere primaverili è rasente l'orizzonte settentrionale ed è orientata secondo la lettera W. Cassiopea si incastra fra Cefeo e Andromeda ed è attraversata per tutta la sua lunghezza dal piano della Via Lattea, apparendo perciò molto ricca di stelle.
Al di là delle sue cinque stelle più luminose, Cassiopea si estende notevolmente anche verso nord, occupando una vasta area di cielo dove la Via Lattea è fortemente oscurata dalle polveri interstellari in un'area particolarmente densa tanto da oscurare o distorcere la luce proveniente dalle stelle e dalle galassie lontane, rendendo alcune parti del cielo meno visibili.
Cassiopea è spesso usata come indicatore del tempo siderale: la stella più brillante in cima alla W, β Cassiopeiae, chiamata Caph, si trova quasi perfettamente a zero ore di Ascensione Retta e quindi una linea tracciata tra la Polare e β Cassiopeiae passerà vicino all'equinozio di primavera. L'angolo orario di questa linea è uguale al tempo siderale. Quindi, quando β Cassiopeiae si trova sul meridiano direttamente sopra il polo il tempo siderale è zero, quando è sul meridiano opposto il tempo siderale segna 12 ore, eccetera.
Schedar (Alpha Cassiopeiae)
Tipo spettrale: K0, gigante arancione
Magnitudine apparente: 2,24 (la più luminosa di Cassiopea)
Descrizione: Schedar è una gigante rossa situata a circa 230 anni luce dalla Terra. È una stella di tipo K, che indica una fase avanzata della sua evoluzione stellare. Il suo nome deriva dall'arabo "al-Shaudhār" che significa "il seno" (riferito alla figura mitologica di Cassiopea).
Cih (Beta Cassiopeiae)
Tipo spettrale: B0, supergigante blu
Magnitudine apparente: 2,26
Descrizione: Cih è una stella supergigante blu situata a circa 600 anni luce dalla Terra. È una delle stelle più luminose della costellazione e un esempio di stella di tipo spettrale B, che è molto calda e giovane.
Navi (Gamma Cassiopeiae)
Tipo spettrale: B0, variabile
Magnitudine apparente: 1,62
Descrizione: Navi è una stella variabile, che cambia luminosità nel tempo. È situata a circa 550 anni luce dalla Terra e appartiene alla categoria delle stelle blu, molto calde e luminose. È una delle stelle più brillanti di Cassiopea.
Ruchbah (Delta Cassiopeiae)
Tipo spettrale: K0, gigante gialla
Magnitudine apparente: 2,70
Descrizione: Ruchbah è una gigante gialla situata a circa 99 anni luce dalla Terra. È una stella di tipo K, che indica una fase più avanzata nella vita di una stella rispetto alle stelle di tipo solare. Il suo nome deriva dall'arabo "rukbah" che significa "ginocchio", in riferimento alla posizione di Cassiopea nella mitologia.

### Stelle doppie
La costellazione contiene alcune stelle doppie, molte delle quali però non sono alla portata di piccoli strumenti; alcune sono invece particolarmente semplici.
- AR Cassiopeiae è la più semplice: è composta da una stella di magnitudine 4,9, dunque visibile anche a occhio nudo, e una di settima grandezza, separate da oltre 1' e dunque risolvibili anche con un binocolo; i loro colori solo azzurro e bianco.
- Shedir (α Cassiopeiae) è una stella arancione di seconda grandezza, che possiede a circa 1' di distanza una stella di ottava; la grande differenza di luminosità rende difficile la sua osservazione.
- σ Cassiopeiae è invece più semplice, ma occorrono strumenti come un telescopio di piccole dimensioni per poterla risolvere: le sue componenti sono di quarta e settima grandezza, entrambe azzurre e separate da 28".
- η Cassiopeiae, già citata in precedenza, è un po' meno semplice da risolvere con piccoli strumenti a causa della diversa luminosità delle sue componenti, separate da poco meno di 13".

| Principali stelle doppie |                                          |                                          |             |             |                                 |           |
| Nome                     | Coordinate equatoriali all'epoca J2000.0 | Coordinate equatoriali all'epoca J2000.0 | Magnitudine | Magnitudine | Separazione (in secondi d'arco) | Colore    |
| Nome                     | AR                                       | Dec                                      | A           | B           | Separazione (in secondi d'arco) | Colore    |
| AR Cassiopeiae           | 23h 30m 01s                              | +58° 32′ 56″                             | 4,89        | 7,2         | 75,7                            | azz + b   |
| σ Cassiopeiae            | 23h 59m 01s                              | +55° 45′ 17″                             | 4,88        | 7,1         | 28,0                            | azz + azz |
| 1 Cassiopeiae            | 23h 06m 36s                              | +59° 25′ 11″                             | 4,86        | 7,47        | 15,2                            | ar + b    |
| Shedir                   | 00h 40m 31s                              | +56° 32′ 15″                             | 2,2         | 8,8         | 63,0                            | ar + ar   |
| η Cassiopeiae            | 00h 49m 05s                              | +57° 48′ 59″                             | 3,46        | 7,51        | 12,6                            | g + r     |
| ι Cassiopeiae            | 02h 29m 04s                              | +67° 24′ 09″                             | 4,64        | 6,89        | 2,5                             | b + b     |

### Stelle variabili
Moltissime sono le stelle variabili alla portata di piccoli strumenti, molte delle quali hanno anche ampie oscillazioni.
Fra le tante variabili Mireidi spicca la R Cassiopeiae, che varia dalla settima alla quattordicesima grandezza; in modo simile oscillano pure la T Cassiopeiae e la V Cassiopeiae: in tutti i casi quando la stella è al minimo della luminosità può essere individuabile solo con un potente telescopio.
Fra le variabili a eclisse la più semplice è RZ Cassiopeiae, che in poco più di un giorno oscilla fra la sesta e la settima grandezza, così le sue variazioni sono ben apprezzabili anche con un binocolo; anche la TV Cassiopeiae ha una variazione di una magnitudine, a è meno luminosa.
La più brillante variabile Cefeide è la SU Cassiopeiae, che in quasi due giorni oscilla fra la magnitudine 5,7 e la 6,2.
γ Cassiopeiae è il prototipo di una classe di variabili eruttive note come variabili Gamma Cassiopeiae; oscilla irregolarmente fra le magnitudine 1,6 e 3,0.
| Principali stelle variabili |                                          |                                          |             |             |                  |                              |
| Nome                        | Coordinate equatoriali all'epoca J2000.0 | Coordinate equatoriali all'epoca J2000.0 | Magnitudine | Magnitudine | Periodo (giorni) | Tipo                         |
| Nome                        | AR                                       | Dec                                      | Max.        | Min.        | Periodo (giorni) | Tipo                         |
| R Cassiopeiae               | 23h 58m 25s                              | +21° 23′ 20″                             | 6,97        | 14,4        | 430,46           | Mireide                      |
| S Cassiopeiae               | 01h 19m 42s                              | +72° 36′ 39″                             | 7,9         | 16,1        | 612,43           | Mireide                      |
| T Cassiopeiae               | 00h 23m 14s                              | +55° 47′ 33″                             | 6,9         | 13,0        | 444,83           | Mireide                      |
| V Cassiopeiae               | 23h 11m 41s                              | +59° 41′ 59″                             | 6,9         | 13,4        | 228,83           | Mireide                      |
| RV Cassiopeiae              | 00h 52m 43s                              | +47° 24′ 57″                             | 7,3         | 16,1        | 331,68           | Mireide                      |
| RZ Cassiopeiae              | 02h 48m 55s                              | +69° 38′ 03″                             | 6,18        | 7,72        | 1,1952           | Eclisse                      |
| SU Cassiopeiae              | 02h 51m 59s                              | +68° 13′ 19″                             | 5,70        | 6,18        | 1,9493           | Cefeide                      |
| TU Cassiopeiae              | 00h 26m 19s                              | +51° 16′ 49″                             | 6,88        | 8,18        | 2,1393           | W Virginis                   |
| TV Cassiopeiae              | 00h 19m 19s                              | +59° 08′ 21″                             | 7,22        | 8,22        | 1,8126           | Eclisse                      |
| AR Cassiopeiae              | 23h 30m 02s                              | +58° 32′ 56″                             | 4,82        | 4,96        | 6,0663           | Eclisse                      |
| YZ Cassiopeiae              | 00h 45m 39s                              | +74° 59′ 17″                             | 5,71        | 6,12        | 4,4672           | Eclisse                      |
| V393 Cassiopeiae            | 02h 02m 40s                              | +71° 17′ 52″                             | 7,0         | 8,0         | -                | Semiregolare                 |
| V509 Cassiopeiae            | 23h 00m 05s                              | +56° 56′ 43″                             | 4,75        | 5,5         | -                | Semiregolare                 |
| V567 Cassiopeiae            | 00h 05m 06s                              | +61° 18′ 50″                             | 5,71        | 5,81        | 6,4322           | Pulsante                     |
| V764 Cassiopeiae            | 01h 17m 26s                              | +57° 37′ 56″                             | 6,85        | 6,93        | -                | Irregolare (Stelle Be)       |
| γ Cassiopeiae               | 00h 56m 43s                              | +60° 43′ 00″                             | 1,60        | 3,00        | -                | Irregolare (prototipo γ Cas) |
| ρ Cassiopeiae               | 23h 54m 23s                              | +57° 29′ 58″                             | 4,1         | 6,2         | -                | Semiregolare                 |

## Oggetti del profondo cielo

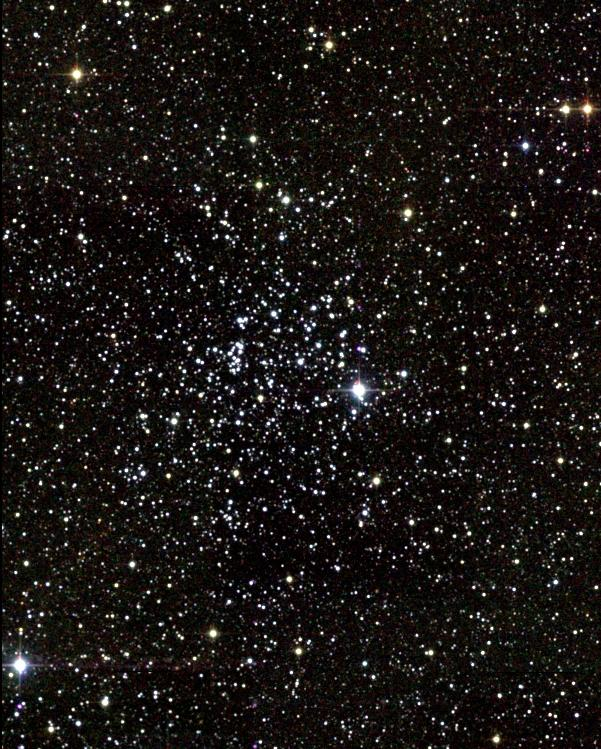
M52, un brillante ammasso aperto.

Sebbene la Via Lattea attraversi la costellazione di Cassiopea, in questo tratto non appare molto brillante, a causa delle polveri interstellari che la oscurano; la sua presenza, tuttavia, fa sì che in questa costellazione siano presenti numerosi ammassi stellari, tra i quali due furono catalogati dal Messier.
Il più appariscente di questi è M52, un ammasso aperto con un diametro di 12 primi. Ha magnitudine 8,2 ed è molto giovane. Due gradi ad est di δ Cassiopeiae si trova M103, un ammasso più piccolo. Al contrario, NGC 7789 è molto vecchio e molto esteso, fino a quasi mezzo grado, contenente circa 1000 stelle; la sua magnitudine è 6,7 e può essere apprezzato solo con un telescopio da almeno 150 mm di apertura. Altri ammassi aperti di facile osservazione sono il celebre NGC 457, situato a sud di δ Cassiopeiae e ben noto col soprannome di Ammasso Civetta, e NGC 663. A nordovest di β Cassiopeiae si estende una concatenazione di tre ammassi, il più brillante dei quali è NGC 7790, risolvibile anche con piccoli telescopi. Infine, fra β e γ Cassiopeiae si trova NGC 129, dominato da un triangolo di stelle di magnitudine 8 e 9.
Tra le nebulose, va citata NGC 7635, nota per avere una struttura a forma di bolla, che per lungo tempo venne scambiata per una nebulosa planetaria; si trova sul confine con Cefeo. La costellazione contiene diverse aree di formazione stellare, fra le quali spiccano le nebulose IC 1805 e IC 1848, soprannominate Cuore e Anima e facenti parte di un'estesa regione in cui ha luogo la formazione di stelle massicce.
Tra le galassie dominano NGC 147 e NGC 185, che pur essendo entro i confini di Cassiopea sono compagne di M31 in Andromeda; si tratta di due galassie ellittiche distanti fra loro 58 primi d'arco e distano da noi 250.000 anni luce.
Secondo recenti studi, in un complesso di nebulose oscure nella parte orientale della costellazione noto come W3, i fenomeni di formazione stellare sarebbero particolarmente attivi; quando le nuove stelle di grande massa saranno formate emetteranno una gran quantità di radiazione ultravioletta che illuminerà il complesso di gas e polveri dal quale si sono formate, che diventerà una nebulosa brillante in grado di rivaleggiare in dimensioni e luminosità con la Nebulosa di Orione; questo fenomeno avrà luogo tra circa 100.000 anni.
| Principali oggetti non stellari |                                          |                                          |                    |             |                                        |                 |
| Nome                            | Coordinate equatoriali all'epoca J2000.0 | Coordinate equatoriali all'epoca J2000.0 | Tipo               | Magnitudine | Dimensioni apparenti (in primi d'arco) | Nome proprio    |
| Nome                            | AR                                       | Dec                                      | Tipo               | Magnitudine | Dimensioni apparenti (in primi d'arco) | Nome proprio    |
| NGC 7635                        | 23h 20m 46s                              | +61° 12′ 45″                             | Nebulosa diffusa   | 11          | 15 x 8                                 | Nebulosa Bolla  |
| M52                             | 23h 24m 12s                              | +61° 35′ 00″                             | Ammasso aperto     | 7,3         | 13                                     |                 |
| NGC 7789                        | 23h 57m 24s                              | +56° 42′ 30″                             | Ammasso aperto     | 6,7         | 25                                     |                 |
| NGC 7790                        | 23h 58m 24s                              | +61° 12′ 30″                             | Ammasso aperto     | 8,5         | 17                                     |                 |
| NGC 129                         | 00h 30m 00s                              | +60° 13′ 06″                             | Ammasso aperto     | 6,5         | 21                                     |                 |
| NGC 147                         | 00h 33m 12s                              | +48° 30′ 25″                             | Galassia           | 9,5         | 15 x 9                                 |                 |
| NGC 185                         | 00h 38m 58s                              | +48° 20′ 14″                             | Galassia           | 9,2         | 14 x 12                                |                 |
| NGC 281                         | 00h 52m 25s                              | +56° 33′ 54″                             | Ammasso + Nebulosa | 7,4         | 25 x 30                                |                 |
| NGC 457                         | 01h 19m 40s                              | +58° 17′ 18″                             | Ammasso aperto     | 6,4         | 13                                     | Ammasso Civetta |
| NGC 559                         | 01h 29m 33s                              | +63° 18′ 05″                             | Ammasso aperto     | 9,5         | 4,4                                    |                 |
| M103                            | 01h 33m 12s                              | +60° 42′ 00″                             | Ammasso aperto     | 7,4         | 6,0                                    |                 |
| NGC 663                         | 08h 55m 39s                              | +78° 13′ 25″                             | Ammasso aperto     | 7,1         | 16                                     |                 |
| IC 1805                         | 02h 32m 36s                              | +61° 29′ 02″                             | Nebulosa diffusa   | -           | 18,3                                   | Nebulosa Cuore  |
| IC 1848                         | 02h 51m :                                | +60° 26′ :                               | Nebulosa diffusa   | -           | 12                                     | Nebulosa Anima  |

## Sistemi planetari
In Cassiopea sono note alcune stelle con un sistema planetario: HD 7924 possiede una super Terra, ossia un pianeta roccioso simile alla Terra ma di massa superiore, così come Gliese 892, identificata anche come HD 219134 e relativamente vicina, a 21 anni luce dalla Terra. Negli altri due casi i pianeti sono giganti gassosi. HD 17156 b in particolare è noto per possedere una massa quasi sette volte superiore a quella del pianeta Giove.
| Sistemi planetari |                                          |                                          |             |                   |                              |
| Nome del sistema  | Coordinate equatoriali all'epoca J2000.0 | Coordinate equatoriali all'epoca J2000.0 | Magnitudine | Tipo di stella    | Numero di pianeti confermati |
| Nome del sistema  | AR                                       | Dec                                      | Magnitudine | Tipo di stella    | Numero di pianeti confermati |
| HD 240210         | 23h 10m 29s                              | +57° 01′ 46″                             | 8,33        | Gigante arancione | 1 (b)                        |
| HD 219134         | 23h 13m 17s                              | +57° 10′ 06″                             | 5,57        | Nana arancione    | 1 (b)                        |
| HD 7924           | 01h 21m 59s                              | +76° 42′ 37″                             | 7,19        | Nana arancione    | 1 (b)                        |
| HD 17156          | 02h 49m 44s                              | +71° 45′ 12″                             | 8,17        | Subgigante gialla | 1 (b)                        |

## Mitologia

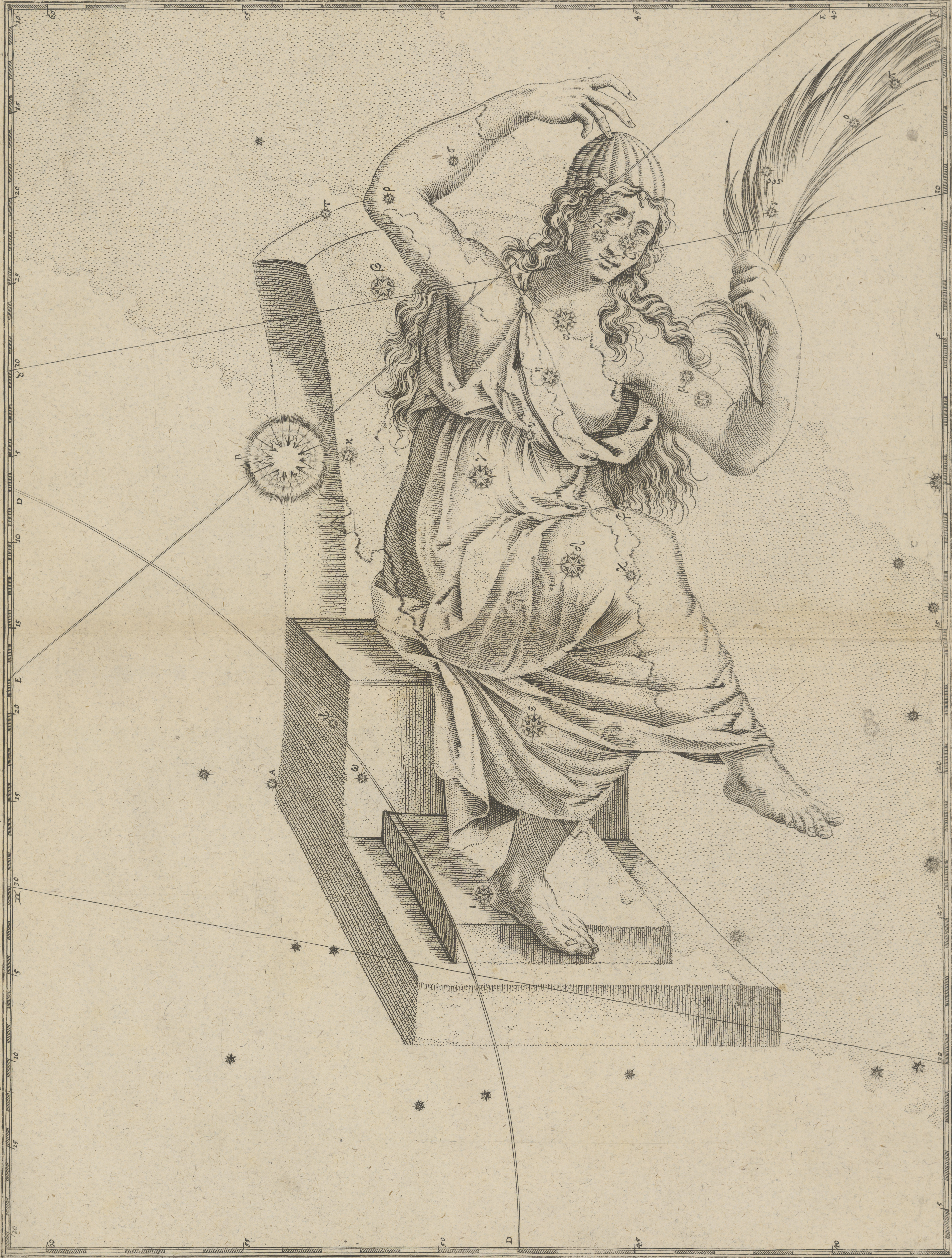
Cassiopea, la regina vanitosa accomodata sul suo trono, in Atlas Coelestis di John Flamsteed.

Cassiopea fu la moglie vanitosa e boriosa del re d'Etiopia Cefeo, che si trova vicino a lei in cielo a formare le uniche due costellazioni celesti dedicate a un marito e a una moglie. Gli autori classici scrivono il suo nome Cassiepea, ma gli astronomi usano la forma Cassiopea.
Un giorno, mentre era intenta a pettinarsi i lunghi capelli ricciuti, Cassiopea osò dichiarare di essere più bella delle Nereidi, le ninfe del mare. Le Nereidi erano le cinquanta figlie di Nereo, il cosiddetto Vecchio del Mare. Una di esse, Anfitrite, era la sposa di Poseidone, il dio del mare. Le Nereidi si rivolsero a Poseidone perché punisse Cassiopea per la sua vanità, e il dio mandò un mostro a razziare le coste del paese di Re Cefeo.
Questo mostro è celebrato nella costellazione della Balena. Per acquietare il mostro, Cefeo e Cassiopea incatenarono la figlia Andromeda a una costa rocciosa per sacrificargliela, ma la fanciulla fu sottratta a quell'atroce destino dall'eroe Perseo, come narra uno dei più famosi racconti di salvataggio della storia.
Come ulteriore punizione a Cassiopea toccò di girare eternamente intorno al polo celeste, a volte in una posizione poco dignitosa, cioè sottosopra. In cielo è rappresentata seduta sul trono che giocherella con i suoi capelli.

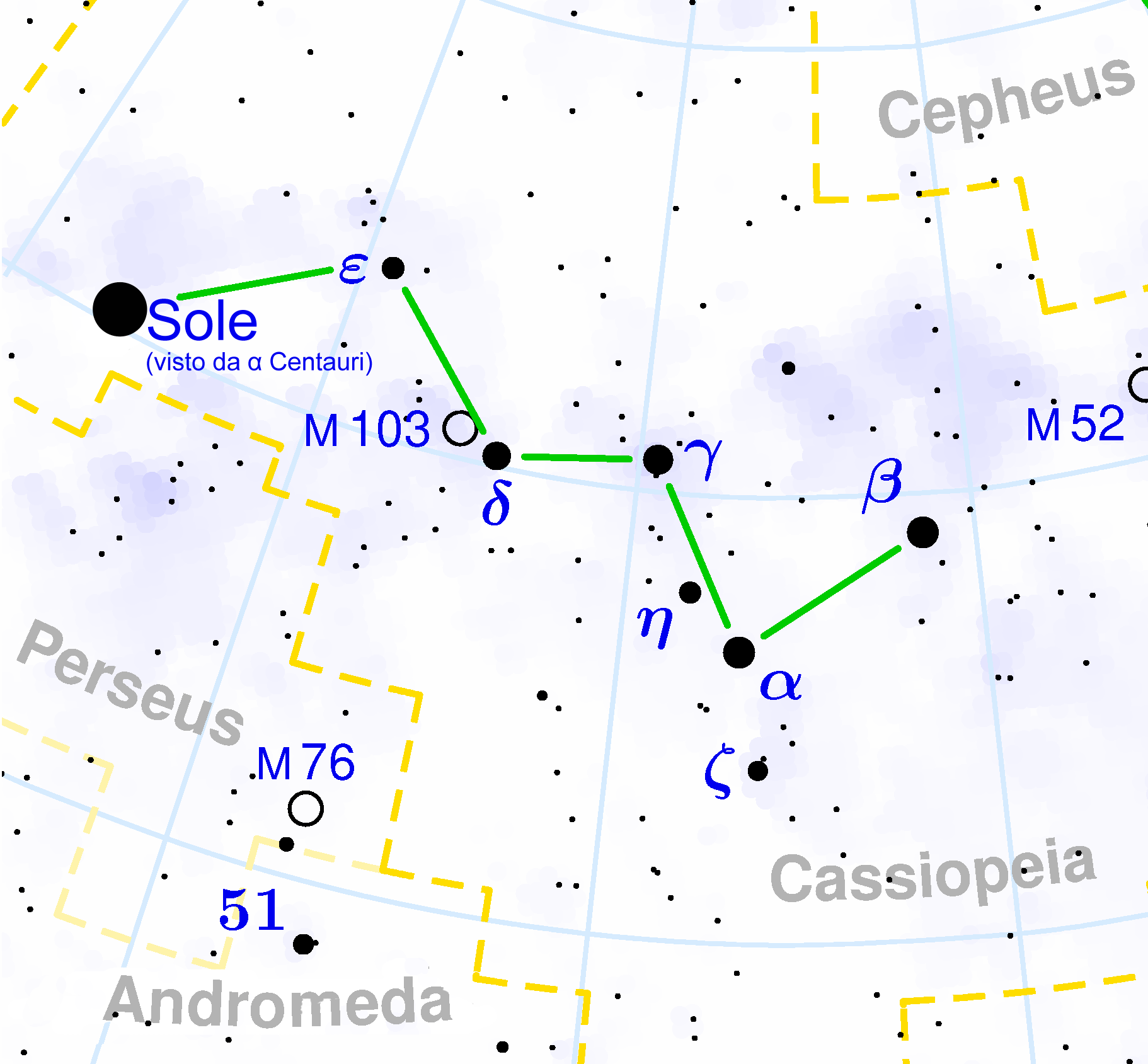
La costellazione di Cassiopea vista da Alfa Centauri, con il Sole a completarne la figura a zig-zag.

La costellazione di Cassiopea ha una netta forma a W formata dalle sue cinque stelle più brillanti, che scrittori quali Arato di Soli paragonarono a una chiave o una porta a fisarmonica. Alfa di Cassiopea si chiama Shedar, dall'arabo «il petto», la cui posizione segna. Beta di Cassiopea è nota come Caph, dall'arabo «mano macchiata», perché agli Arabi sembrava una mano macchiata di henné. Delta di Cassiopea si chiama Ruchbah, che in arabo vuol dire «ginocchio». La stella centrale della W, Gamma di Cassiopea, è una stella errante variabile che saltuariamente aumenta di brillantezza.

## Cassiopea da Alfa Centauri
La costellazione di Cassiopea, vista da Alfa Centauri, la stella più vicina a noi, apparirebbe con la stessa sagoma a "W", con la differenza che la sua forma a zig-zag sarebbe ulteriormente completata dall'aggiunta del nostro Sole: infatti, da Alfa Centauri, il Sole si presenterebbe in direzione di Cassiopea (come mostrato dall'immagine a lato), vicina al confine con Perseo, e sarebbe una delle stelle più brillanti del cielo, con magnitudine apparente 0,5. La posizione del Sole è facilmente calcolabile, poiché sarebbe agli antipodi della posizione di Alfa Centauri vista dalla Terra: avrebbe ascensione retta 02h39m35s e declinazione +60°50', ossia quasi in direzione di IC 1805. La luminosità delle altre stelle della costellazione sarebbe pressoché invariata, ad eccezione di β Cassiopeiae, che essendo una delle stelle più vicine sarebbe leggermente meno luminosa.